# Xhafer Spahiu
Pour les articles homonymes, voir Spahiu.
Xhafer Spahiu, né le 5 juin 1923 à Gjakovë au Kosovo et mort le 19 mai 1999 à Tirana) est un homme politique albanais, membre du Parti du travail (PPSh), parti unique de la République populaire socialiste d'Albanie.
Il était le seul Albanais kosovar au sein de la direction de ce parti après 1948.